# Diffluenzstufe
Eine Diffluenzstufe (manchmal auch Transfluenzstufe) ist eine im Zusammenhang mit einer Diffluenz – also der Verzweigung eines Gletschers – durch glaziale Erosion in einem Tal entstandene Geländestufe. Es gibt zwei unterschiedliche Definitionen einer so bezeichneten Stufe:
- zum einen eine entgegen dem allgemeinen Gefälle des Tals gerichtete Stufe unterhalb des Verzweigungspunkts, die durch die dort geringer gewordene Mächtigkeit und geringere Reibung bedingt ist;
- zum anderen die Stufe im Talhang des Haupttals zur Öffnung des hängenden Seitentals des abzweigenden kleineren Zweigs.

Eine Diffluenzstufe ist das Gegenstück zu einer Konfluenzstufe, die am Vereinigungspunkt ehemaliger Gletscher auftreten kann.
Gelegentlich wird auch der Begriff „Transfluenzstufe“ verwendet, wenn zwischen Diffluenz und Transfluenz unterschieden wird – letzterer Ausdruck wird verwendet, wenn der Übertritt bereits im Talursprung erfolgt und dadurch Gletschereis über eine Hauptwasserscheide in ein anderes Talsystem gelangt.

## Talabwärts aufsteigende Stufe unterhalb des Verzweigungspunkts
Nach dieser in der heutigen Literatur fast ausschließlich vorzufindenden Definition kann eine Diffluenzstufe dabei im Hauptstrom des Gletschers hinter der Diffluenz entstehen, also unterhalb der Stelle, an dem ein Teil der Eismassen des Gletschers einen anderen Weg genommen hat. Als Grund hierfür wird angesehen, dass dort durch den verringerten Eisdruck und geringere Strömungsgeschwindigkeit die glaziale Erosion, insbesondere die Detersion, geringer ist. Es könnte auf diese Weise somit eine dem allgemeinen Gefälle des Tales entgegengesetzte Geländestufe entstehen. Zu beachten ist aber, dass während und nach Rückzug des Gletschers eine glaziale und fluviatile Zuschüttung erfolgt, die diese Stufe überdecken kann, womit diese nur durch seismische Untersuchen nachzuweisen wäre. Weiterhin zu beachten ist, dass es auch andere glaziale Prozesse gibt, die Übertiefungen und damit auch Stufen hervorbringen.

## Talhang zum Diffluenzpass
Albrecht Penck, der den Begriff „Diffluenz“ Anfang des 20. Jahrhunderts etablierte, verwendete den Terminus „Diffluenzstufe“ zumindest anfangs ausschließlich für den Anstieg vom Haupttal zur Passlücke des Diffluenzpasses. Dies wird an folgendem Zitat deutlich:

The steps of confluence are seen in the hanging mouths of side valleys; the steps of diffluence are hanging openings of those valleys which were entered by a branch of the ice. The height of both kinds of steps will generally be more considerable, the greater the difference between the main glacier and its affluent or diverting branch.

„Konfluenzstufen sind als hängende Mündungen von Seitentälern zu erkennen; Diffluenzstufen sind hängende Öffnungen der Täler, in die ein Zweig des Eisstroms vorgedrungen ist. Die Höhe beider Arten von Stufen ist grundsätzlich wesentlicher, je größer der Unterschied zwischen dem Hauptstrom und dem zu- oder abfließenden Zweig ist.“

Ein Beispiel für eine solche Diffluenzstufe findet man am Brünigpass. An dieser Stelle hat Eis des eiszeitlichen Aargletschers das Tal der Aare nach Norden verlassen und gelangte über diesen Pass ins Tal der Sarner Aa.